# КВ Остенде
Конинклейке Вутбалкльоб Остенде (на нидерландски: Koninklijke Voetbalclub Oostende), кратка форма Остенде е бивш белгийски футболен клуб от град Остенде. Бивш участник в Белгийската Про Лига.

## История
Отборът е основан през 1981 г.

## Успехи
Белгийска втора лига
- Шампион (2): 1997/98, 2012/13

Белгийска втора лига-Плейоф
- Победител (2): 1992/93, 2003/04

## Български футболисти
- Владислав Мирчев: 2011 - (11 мача - 2 гола)

## Бивши треньори
Жан-Мари Пфаф